# Tômbwa
Tômbwa o Tômbua (fins 1975 Porto Alexandre) és un municipi de la província de Namibe. Té una extensió de 18.019 km² i 54.873 habitants segons el cens de 2014. Comprèn les comunes de Tômbua i Iona. Limita al nord amb els municipis de Namibe i a l'est amb el municipi de Virei i amb la província de Cunene, al sud amb la República de Namíbia, i a l'oest amb l'oceà Atlàntic.
El municipi fou creat en 1895 amb el nom de Porto Alexandre fins 1975. La ciutat de Tômbua és el principal centre urbà del municipi i hi viu el 60% de la població, en la seva majoria pescadors. El municipi de Tômbua és el major de la província de Namibe, i és ocupat en la seva major part pel desert del Namib.
Està situada a la platja de Porto Alexandre, un port important pesquer i petroler de l'Oceà Atlàntic meridional. El port té instal·lacions de refrigeració i una factoria d'envasat amb assistència de la Unió Europea.
Durant el govern colonial portuguès fou el port pesquer d'Angola i un dels principals d'Àfrica Occidental. Fou establert per pescadors d'Olhão, Algarve vers 1863 en una badia protegida i se'ls uniren pescadors de Póvoa de Varzim en 1921, que van deixar el Brasil per no perdre la nacionalitat portuguesa i convertir-se en ciutadans brasilers. A causa de la indústria del peix, Porto Alexandre va obtenir l'estatus de ciutat en 1961.